# Rumania en los Juegos Paralímpicos de Pekín 2022
Rumania estuvo representada en los Juegos Paralímpicos de Pekín 2022 por dos deportistas, un hombre y una mujer. El equipo paralímpico rumano no obtuvo ninguna medalla en estos Juegos.